# Willie Horton
Willie Wattison Horton (nascido em 18 de outubro de 1942) é um ex-jogador profissional de beisebol que atuou como campista esquerdo e  rebatedor designado na Major League Baseball por seis equipes da American League, principalmente pelo Detroit Tigers. Rebateu 20 ou mais  home runs em sete temporadas e seus 325 home runs na carreira o colocavam em sexto entre os rebatedores destros da AL quando se aposentou. Teve sua melhor temporada em 1968 com o campeão da World Series, os Tigers, finalizando a temporada em segundo na AL com 36 homers e 278 bases totais.